# Amphianthus capensis
Amphianthus capensis är en havsanemonart som beskrevs av Oscar Henrik Carlgren 1928. Amphianthus capensis ingår i släktet Amphianthus och familjen Hormathiidae. Inga underarter finns listade i Catalogue of Life.